# M203
M203 (разг. назв. Two-oh-Three, «два-ноль-три») — 40-мм подствольный гранатомёт, разработанный в 1967—1968 годах американской корпорацией AAI.

## История
Непосредственный предшественник M203, опытный прототип XM148 был разработан в военных лабораториях Colt в середине 1960-х гг.. Осенью 1966 года XM148 был запущен в серийное производство. Однако, опытная эксплуатация гранатомёта контингентом американских войск во Вьетнаме в 1967 г. выявила недостатки, за устранение которых в том же году взялась корпорация AAI в Кокисвилле, штат Мэриленд, предложившая аналогичный по своей конструкции гранатомёт XM203. В апреле 1969 года армией была закуплена опытная партия в пятьсот гранатомётов для войсковых испытаний в боевой обстановке, которые поступили в дислоцированные в Южном Вьетнаме части 1-й, 4-й и 25-й пехотных дивизий, а также 101-й воздушно-десантной дивизии и применялись там до вывода американского военного контингента в августе 1972 года. В августе 1969 года гранатомёт был принят на вооружение. В 1971 году на Хартфордском оружейном заводе Colt в Коннектикуте началось серийное производство гранатомётов. Армейским стандартом является два гранатомёта на одно пехотное отделение, в морской пехоте — по три. Узел крепления (Rail Interface System) для различных образцов стрелкового вооружения производится компанией Knight’s Armament Co. в Веро-Бич, Флорида. Подствольный гранатомет M203 получил широкое распространение почти во всем мире благодаря высокой боевой эффективности и оригинальной конструкции. Гранатометом M203 начали оснащать многие винтовки стран НАТО.
В 1978 году были проведены сравнительные испытания гранатомёта ГП-25 с выстрелом ВОГ-25 и 40-мм подствольного гранатомёта M203 с выстрелом М-406, установленного на винтовке М16А1. Испытания показали значительное преимущество советского гранатомёта и выстрела к нему перед аналогичной системой производства США. Выстрелы ВОГ-25 и М-406 сравнивались стрельбой по местности, где располагалась мишенная обстановка, имитирующая открыто расположенную живую силу (лежащие ростовые мишени). При этих испытаниях было выявлено, что частота поражения мишеней на тактическом поле от разрыва гранаты выстрела ВОГ-25 в 3–4 раза выше чем от разрыва осколочной гранаты выстрела М-406[2]Источник?

## Описание
Представляет собой лёгкое однозарядное оружие поддержки и предназначен для поражения живой силы, транспорта и легкобронированной техники противника на дальностях до 400 м.
Стрельба ведётся одиночными выстрелами, с последующей перезарядкой гранатомёта. Для перезарядки ствол по направляющей сдвигается вперёд, при этом выбрасывается стреляная гильза, затем вставляется новая граната и ствол возвращается на место. Безопасность стрельбы обеспечивается взведением взрывателя гранаты на дальности 30 — 40 метров от дульного среза ствола и ударно-спусковым механизмом, который исключает выстрел при не запертом канале ствола.
Подствольный гранатомёт M203 использует гранаты калибра 40×46 мм нескольких разновидностей: осветительные, осколочные, бронебойные. Гранатомёт стреляет на дистанции от 50 до 400 м. У гранатомёта имеются несколько разновидностей прицелов: боковой, для дистанций свыше 250 м, прямая наводка — до 250. Также разработан лазерный прицел, который в настоящее время не принят на вооружение.
Недостатки: базовая модель гранатомёта монтируется только при помощи инструментов, что затруднительно в боевых условиях, в то время, как ГП-25 и ГП-30 устанавливаются вручную и намного быстрее.

## Модификации
- М203 — базовая модель с длиной ствола 305 мм (12 дюймов или 7,5 калибров).
- М203А1 — модель для установки на карабины М4 и М4А1, имеющая укороченный до 224 мм (9 дюймов) ствол.
- M203PI — имеет специальное крепление, позволяющее упростить процесс установки гранатомёта на оружие и даёт возможность устанавливать его на различные типы винтовок и пистолетов-пулемётов, например, на Steyr AUG, IMI Tavor TAR-21, HK MP5 и др. Проще говоря, гранатомёты данной модификации могут устанавливаться на любые винтовки, карабины и пистолеты-пулемёты, оснащённые планкой Пикаттини[8].
- M203 STAND-ALONE — гранатомёт М203, смонтированный на специальном устройстве, позволяющем использовать его в качестве самостоятельного оружия.
- M203AK — М203 с креплением для установки на автомат Калашникова[9]

## Применение
Гранатомёты М203, М203А1 выпускаются в США фирмами Colt Defense LLC и Airtronic USA, INC. Кроме того их копии выпускаются в Израиле, Южной Корее, Египте. Кроме США М203 и его модификации состоят на вооружении Израиля, Бразилии, Португалии, Польши, Вьетнама, Новой Зеландии и многих других стран. В 2006 году США заменили М203 на новый 40-мм подствольный гранатомёт M320, разработанный фирмой Heckler & Koch.
Гранатомёт принят на вооружение в 1970 году Армией США. Контракт на производство М203 получила фирма Colt, которая к 1996 году выпустила свыше 250 тыс. экземпляров оружия. Гранатомёт выпускается в США, Египте, Южной Корее, Израиле. В настоящий момент находится на вооружении 39 государств.

## Тактико-технические характеристики
- Калибр, мм. — 40
- Вес оружия, кг.: снаряженный 1,63
- Вес винтовки M16A1 со снаряжённым магазином и заряженным гранатомётом, кг. — около 5

- Усилие на спусковом крючке, кг. — 2,2
- Вес гранаты, кг 0,277
- Вес осколочной гранаты, кг 0,17
- Минимальная безопасная дальность — 31 м.